# Hutchison Port Holdings
Hutchison Port Holdings Limited (nazywany też Hutchison Ports, HPH) – prywatna spółka holdingową zarejestrowana na Brytyjskich Wyspach Dziewiczych. Operator portów jest spółką zależną CK Hutchison Holdings, prywatnej spółki z Hongkongu.
Firma posiada operacje w 53 portach w 24 krajach na świecie. W 2024 łączne zdolności portów zarządzanych przez HPH wyniosła 87,5 mln TEU.

## Historia
W 2005 roku HPH był największym operatorem portowym na świecie, z przepustowością na poziomie 33,2 mln TEU i 8,3% udziałem w rynku światowym.
W kwietniu 2006 r. Hutchison Whampoa sprzedał 20% udziałów w Hutchison Port Holdings Limited spółce PSA International za kwotę 4,4 mld USD, zachowując własność pozostałych 80%.
W 2011 roku część aktywów została wydzielona jako spółka notowana na giełdzie jako Hutchison Port Holdings Trust na giełdzie w Singapurze.
We wrześniu 2016 r. HPH zmieniło nazwę swojej sieci na Hutchison Ports.
W styczniu 2025 r. rząd Panamy rozpoczął audyt lokalnej spółki zależnej HPH i przegląd umowy koncesyjnej z 2021 r. na operacje portowe na Kanale Panamskim, która była krytykowana za brak przejrzystości i generowanie ograniczonych korzyści dla gospodarki Panamy. W lutym 2025 r. w Sądzie Najwyższym Panamy złożono pozew o unieważnienie umowy HPH dotyczącej obsługi portu w Kanale Panamskim.
W marcu 2025 r. pojawiła się informacja, że CK Hutchinson Holding zamierza sprzedać HPH i Hutchinson Port Group Holdings. Według doniesień kluczowym nabywcą jest włoska rodzina żeglugowa Aponte z Diego Aponte na czele, prezesem grupy Mediterranean Shipping Company (MSC) i przewodniczącym Terminal Investment Limited (TiL). TiL i BlackRock są partnerami konsorcjum w transakcji portowej. Według New York Times, rodzina Li czuła, że "znajduje się pod presją polityczną, aby wycofać się z działalności portowej". Rozmowy z BlackRock na temat Kanału Panamskiego rozpoczęły się kilka tygodni wcześniej, zbiegając się z początkiem administracji Trumpa. Według anonimowych źródeł cytowanych przez dzienniki Sing Tao Daily i South China Morning Post, umowa nie zostanie podpisana w oczekiwanym terminie 28 marca 2025 r., po tym jak chiński regulator rynku poinformował, że przeprowadzi kontrolę antymonopolową umowy. Źródło dodało jednak, że nie oznacza to, że umowa została anulowana, a 2 kwietnia nie jest ostatecznym terminem. China Central Television stwierdziła, że umowa ta "jest równoznaczna z wręczeniem noża przeciwnikowi".

## Aktywa portowe
Wybrane porty i terminale operatora:
- Polska – Port morski Gdynia (Gdynia Container Terminal)
- Panama – Port w Balboa i port w Cristobal
- Holandia – Port w Amsterdamie (Amsterdam Container Terminal) i Port morski Rotterdam (mniejszościowe lub większościowe udziały w 3 terminalach)
- Wielka Brytania – Port w Felixstowe, Harwich International Port i London Thamesport (80% akcji)